# Maylene and the Sons of Disaster
Maylene and the Sons of Disaster — американская метал-группа с примесью Сатерн-рока, образованная в Бирмингеме, штат Алабама. В 2005 группа записалась на Mono Vs Stereo и выпустила свой дебютный одноимённый альбом.
Даллас Тейлор, представитель Maylene And The Sons Of Disaster и экс-вокалист группы Underoath, ушёл из группы в конце 2003. На данный момент Даллас утверждает, что нет вражды с бывшими участниками группы.
Название группы основывается на легенде криминальной банды Ma Barker и её сыновьях.

## История
В апреле 2006 было объявлено то, что группа пишется на Ferret Music. В августе 2006 группа намекала на то, что альбом будет готов в октябре этого года или в начале 2007. Даллас Тейлор сказал, что они будут выпускать мини-альбом. Так оно и случилось. В январе 2007 был готов мини-альбом The Day Hell Broke Loose at Sicard Hollow с последующим полноформатным альбомом под названием II.
В августе 2007 года Maylene And The Sons Of Disaster дали тур в поддержку альбома II вместе с металкор группой Haste the Day. Другие группы, участвовавшие в этом туре: From Autumn To Ashes, The Sleeping, и Alesana.
В мае группа Maylene And The Sons Of Disaster приняли участие в «Dirty South Tour» вместе Underoath, Norma Jean, и The Glass Ocean. Это были первые гастроли Далласа Тейлора вместе с его старой группой. Другие группы с аналогичным для Maylene and Sons of Disaster жанре: He is Legend и Hey You Party Animals.
Сентябрь-ноябрь 2008 они гастролировали по всем Штатам Америки, играя на разогреве у A Static Lullaby, Showbread, Confide, и Attack Attack!, до того как начали записывать свой третий альбом. Половина музыкантов, принявших участие в записи третьего альбома, были в Underoath в период ранних дней.
Третий альбом, озаглавленный III, был выпущен 23 июня 2009 года. Песня «Just a Shock» была выложена на MySpace 11 мая 2009.

## Участники
Текущий состав
- Даллас Тейлор — вокал (с 2004 года)
- Брэд Лехман — бас-гитара, бэк-вокал (с 2008)
- Келли Скот Нан — гитара (с 2008)
- Чад Хаф — гитара (с 2008)
- Мэт Кларк — ударные (с 2008)
- Джек Данкан — гитара, бэк-вокал (с 2008)

Бывшие участники
- Ли Тёрнер — ударные, (2004—2008)
- Скот Колум — гитара (2004—2008)
- Джош Корнут — гитара (2004—2008)
- Джош Уильямс — гитара (2005—2008)
- Роман Хэвилэнд — бас-гитара (2004—2009)

Сессионные участники
- Шайлер Крум (He Is Legend) — вокал (22 сентября 2009 — 1 февраля 2010)

## Дискография

### Альбомы
| Название                         | Год выпуска | Лейбл          |
| -------------------------------- | ----------- | -------------- |
| Maylene and The Sons of Disaster | 2005        | Mono Vs Stereo |
| II                               | 2007        |                |
| III                              | 2009        | Ferret Records |
| IV                               | 2011        | Ferret Records |

### Мини-альбомы
| Название                                  | Дата выпуска   | Лейбл          |
| ----------------------------------------- | -------------- | -------------- |
| The Day Hell Broke Loose at Sicard Hollow | 6 февраля 2007 | Ferret Records |

### Синглы
| Год  | Название                                              | Альбом                         |
| ---- | ----------------------------------------------------- | ------------------------------ |
| 2005 | Tough As John Jacobs                                  | Maylene & The Sons of Disaster |
| 2005 | Caution: Dangerous Curves Ahead                       | Maylene & The Sons of Disaster |
| 2007 | Dry The River                                         | II                             |
| 2007 | Memories Of The Grove                                 | II                             |
| 2007 | Darkest Of Kin                                        | II                             |
| 2009 | Just A Shock                                          | III                            |
| 2009 | Step Up (I’m on It)                                   | III                            |
| 2010 | «Where the Saints Roam / Cheap Thrills Cost the Most» | n/a                            |